# Nancy Price
Nancy Price, CBE (n. 3 februarie 1880, Kinver⁠(d), South Staffordshire, Anglia, Regatul Unit al Marii Britanii și Irlandei – d. 31 martie 1970, Worthing, Anglia, Regatul Unit) a fost o actriță engleză de film și de teatru, scriitoare și director de teatru. 

## Biografie
Nancy Price este fiica lui William Henry Price și Sarah Mannix, agricultori.
La 17 mai 1907 s-a căsătorit cu Charles Maude cu care a rămas împreună până la moartea sa în 1943. Au avut două fiice: Joan Maude și Elizabeth Maude.
A debutat în teatru în 1902, cu o piesă de Shakespeare.

### Piese te teatru
- Whiteoaks: A Play (cu Mazo de la Roche, Macmillan, 1936)
- The Orange Orchard (cu Eden Phillpotts, Londra: Samuel French, 1951)

### Poezie
- Hurdy-Gurdy (Londra : Frederick Muller, 1944)

### Romane
- Ta-mera (Londra : Hutchinson & Co., 1950)

## Filmografie

### Film
| An   | Titlu                      | Rol                                     | Note                                  |
| ---- | -------------------------- | --------------------------------------- | ------------------------------------- |
| 1916 | The Lyons Mail             | Janette                                 |                                       |
| 1921 | Belphegor the Mountebank   | Contesa de Blangy                       |                                       |
| 1923 | Bonnie Prince Charlie      | Lady Kingsburgh                         | Apare alături de Ivor Novello         |
| 1923 | The Woman Who Obeyed       | Guvernatoare                            |                                       |
| 1923 | Comin' Thro' the Rye       | Mrs. Titmouse                           |                                       |
| 1923 | Love, Life and Laughter    | Nevasta prietenului care suflă în balon |                                       |
| 1927 | Huntingtower               | Mrs. Moran                              | După un roman de John Buchan          |
| 1928 | His House in Order         | Lady Ridgeley                           | Film mut considerat pierdut.          |
| 1928 | The Price of Divorce       |                                         | Lansat ca Such is the Law             |
| 1929 | The American Prisoner      | Lovey Lee                               |                                       |
| 1930 | The Loves of Robert Burns  | Posie Nancy                             |                                       |
| 1930 | Such Is the Law            | Mătușă                                  |                                       |
| 1931 | The Speckled Band          | Mrs. Staunton                           | Film timpuriu cu Sherlock Holmes      |
| 1932 | Down Our Street            | Annie Collins                           |                                       |
| 1934 | The Crucifix               | Miss Bryany                             |                                       |
| 1939 | The Stars Look Down        | Martha Fenwick                          | Adaptare după A.J.Cronin              |
| 1940 | Dead Man's Shoes           | Madame Pelletier                        | Roddy McDowell într-un rol timpuriu   |
| 1942 | Secret Mission             | Violette, menajeră                      |                                       |
| 1944 | Madonna of the Seven Moons | Mama Barucci                            | Produs de Gainsborough Pictures       |
| 1945 | I Know Where I'm Going!    | Mrs. Crozier                            | Petula Clark într-un rol timpuriu     |
| 1945 | I Live in Grosvenor Square | Mrs. Wilson                             |                                       |
| 1946 | Carnival                   | Mrs. Trewhella                          |                                       |
| 1947 | Master of Bankdam          | Lydia Crowther                          | Nicholas Parsons într-un rol minor    |
| 1948 | The Three Weird Sisters    | Gertrude Morgan-Vaughan                 | Co-scenarist Dylan Thomas             |
| 1950 | The Naked Heart            | Theresa Suprenant                       | Film cunoscut și ca Maria Chapdelaine |
| 1952 | Mandy                      | Jane Ellis                              | Distribuit de Ealing Studios          |

### Televiziune
| Am   | Emisiune           | Rol                      | Note                                                          |
| ---- | ------------------ | ------------------------ | ------------------------------------------------------------- |
| 1938 | Will Shakespeare   | Queen Victoria           | Producție BBC                                                 |
| 1948 | Nurse Cavell       | Edith Cavell             | Producție BBC                                                 |
| 1949 | Down Our Street    | Annie Collins            | Producție BBC                                                 |
| 1950 | The Silver Box     | Mrs.Jones                | Producție BBC pe baza unei piese de teatru de John Galsworthy |
| 1950 | Thérèse Raquin     | Madame Raquin            | Producție BBC pe baza romanului Thérèse Raquin de Émile Zola  |
| 1950 | The Orange Orchard | Martha Blanchard         | Producție BBC                                                 |
| 1951 | Whiteoaks          | Grandma Adeline Whiteoak | Producție BBC                                                 |

## Teatru
| Sezon   | Piesă de teatru                           | Teatru                                            | Rol                       | Note |
| ------- | ----------------------------------------- | ------------------------------------------------- | ------------------------- | --- |
| 1900    | Pericles                                  | Shakespeare Memorial Theatre, Stratford-upon-Avon | zeița Diana               | |
| 1900    | Macbeth                                   | Shakespeare Memorial Theatre, Stratford-upon-Avon | zeița Hecate              | |
| 1902    | Ulysses                                   | Her Majesty's Theatre, Londra                     | Calypso                   | Scris de Stephen Phillips, produs de Beerbohm Tree |
| 1902–03 | The Eternal City                          | His Majesty's Theatre, Londra                     | Prințesa Bellini          | Dramatizare a romanului omonim de Hall Caine |
| 1903    | Em'ly                                     | Adelphi Theatre, Londra                           | Rosa Dartle               | |
| 1903    | A Snug Little Kingdom                     | Royalty Theatre, Londra                           | Sora Hope                 | |
| 1903    | The Two Mr. Wetherbys                     | Imperial Theatre, Londra                          | Constantia                | Producție Stage Society prima piesă a lui St. John Hankin |
| 1903–04 | Letty                                     | Duke of York's Theatre, Londra                    | Hilda Gunning             | |
| 1908    | The Gay Lord Quex                         | Garrick Theatre, Londra                           | Sophy Fullgarney          | |
| 1908–09 | A Modern Aspasia                          | The Aldwych Theatre, Londra                       | Muriel Meredith           | Piesă de Hamilton Fyfe, a jucat alături de soțul ei Charles Maude |
| 1909    | One of the Best                           | The Aldwych Theatre, Londra                       | Esther Coventry           | Piesă de Seymour Hicks |
| 1909    | The Fountain                              | The Aldwych Theatre, Londra                       | Dinah Kippin              | Piesă de George Calderon |
| 1909–10 | The Whip                                  | Theatre Royal, Drury Lane, Londra                 | Mrs. D'Aquila             | |
| 1910–11 | Vision Of Delight                         | His Majesty's Theatre, Londra                     |                           | Piesă de Ben Jonson |
| 1911    | The First Actress                         | The Kingsway Theatre, Londra                      | Margaret Hughes           | |
| 1911    | The Merchant of Venice                    | Shakespeare Memorial Theatre, Stratford-upon-Avon | Portia                    | |
| 1915–16 | Richard III                               | His Majesty's Theatre, Londra                     |                           | |
| 1923    | Outward Bound                             | Everyman Theatre, Londra                          | Mrs. Cliveden-Banks       | Piesă de Sutton Vane |
| 1923–24 | Ambush                                    | Garrick Theatre, Londra                           | Harriett Nichols          | |
| 1925    | Enrico IV (Henry IV)                      | Everyman Theatre, Londra                          | Marchioness Matilda Spina | |
| 1925    | And That's the Truth (If You Think it is) | Lyric Theatre, Hammersmith, Londra                | Signora Frola             | După Așa e (dacă vi se pare) de Luigi Pirandello |
| 1925    | Gloriana                                  | Little Theatre in the Adelphi, Londra             | Princess Elizabeth        | Apare alături de John Gielgud |
| 1929–30 | Belle: or What's the Bother?              | Prince Of Wales Theatre, Londra                   | Annie Collins             | Redenumită ulterior ca Down Our Street |
| 1931    | The Silver Box                            | Fortune Theatre, Londra                           | Mrs. Jones                | Piesă de John Galsworthy |
| 1931    | Salomeea                                  | Savoy Theatre, Londra                             | Herodias                  | Prima interpretare în Anglia a piesei lui Oscar Wilde după ce a fost interzisă anterior                                                                               |
| 1932    | Trifles                                   | Duchess Theatre, Londra                           | Mrs. Hale                 | Piesă de Susan Glaspell |
| 1932    | Alison's House                            | Little Theatre in the Adelphi, Londra             | Miss Agatha               | Piesă de Susan Glaspell care a câștigat Premiul Pulitzer |
| 1934    | Nurse Cavell                              | Vaudeville Theatre, Londra                        | Edith Cavell              | Piesă de C. E. Bechhofer Roberts și C.S. Forester |
| 1939    | Mrs Van Kleek                             | Playhouse Theatre, Londra                         | Mrs Van Kleek, the lead   | Piesă de Elinor Mordaunt după cartea sa omonimă din 1933 jucată de la 10 martie la 15 aprilie 1939 Queen Mary attended Friday 14 April 1939 [The Times 18 March 1939] |
| 1941–42 | Whiteoaks                                 | Theatre Royal, Bath                               |                           | |
| 1943    | Vintage Wine                              | Grand Theatre, Blackpool                          | Madame Popinot            | |
| 1943–44 | John Gabriel Borkman                      | The Playhouse Theatre, Liverpool                  |                           | |
| 1944–45 | Lisa                                      | The Playhouse Theatre, Liverpool                  |                           | |
| 1950    | The Orange Orchard                        | New Lindsey Theatre, Londra                       | Martha Blanchard          | |